# The Underachievers
 (septembre 2015).
Si vous disposez d'ouvrages ou d'articles de référence ou si vous connaissez des sites web de qualité traitant du thème abordé ici, merci de compléter l'article en donnant les références utiles à sa vérifiabilité et en les liant à la section « Notes et références ».
The Underachievers est un duo américain de hip-hop formé en 2011 et originaire de Flatbush à Brooklyn, composé des rappeurs Ak the Savior (en) (aussi appelé AK) et Issa Gold (en).

## Histoire
Flying Lotus, producteur de disques américain a signé le duo sur son label, Brainfeeder, en 2012.
Ils ont ensuite sorti deux mixtapes : Indigoism et Lords of Flatbush en 2013.
Leur premier album studio, Cellar Door: Terminus ut Exordium, est sorti le 12 août 2014.
Leur deuxième, Evermore: The Art of Duality est sorti le 25 septembre 2015.

## Style
Le style de The Underachievers est défini par des influences à la fois bouddhistes et psychédéliques. De même que le collectif Pro Era, dont fait partie Joey Bada$$, le duo met en avant l'élévation de l'esprit par la culture, les livres et le cannabis, loin des clichés du rap trap qui a émergé en même temps que The Underachievers, dans les années 2012. On retrouve souvent des instrumentations à la fois rêveuses et mélancoliques, comme dans Midnight Augusto, Revelations, Chrysalis ou bien encore Generation Z.

## Discographie

### Albums studio
- 2014 : Cellar Door: Terminus ut Exordium
- 2015 : Evermore: The Art of Duality
- 2017 : Renaissance
- 2018 : After the Rain

### Mixtapes
- 2013 : Indigoism
- 2013 : Lords of Flatbush
- 2015 : Evermore
- 2016 : It Happened In Flatbush